# Noceta
Noceta (in corso Nuceta) è un comune francese di 60 abitanti situato nel dipartimento dell'Alta Corsica nella regione della Corsica.

## Società

### Evoluzione demografica
Abitanti censiti